# Melitaea ala
Melitaea ala är en fjärilsart som beskrevs av Otto Staudinger 1881. Melitaea ala ingår i släktet Melitaea och familjen praktfjärilar. Inga underarter finns listade i Catalogue of Life.